# Jul i juli (film)
Jul i juli, (eng: Christmas in July), är en amerikansk film från 1940 i regi av Preston Sturges, som även skrivit pjäsen A Cup of Coffee som filmen baseras på.

## Handling
Jimmys kamrater lurar honom att han vunnit förstapriset i en slogantävling. Han börjar att spendera pengarna, men blir förtvivlad när han får veta att allt är ett skämt. Till slut kommer det riktiga resultatet, Jimmy har vunnit tävlingen.

## Om filmen
Filmen spelades in mellan den 1 och 29 juni 1940 och hade premiär i USA den 18 oktober samma år.

## Rollista i urval
- Dick Powell – Jimmy MacDonald
- Ellen Drew – Betty Casey
- Raymond Walburn – Dr. Maxford
- Alexander Carr – Mr. Shindel
- William Demarest – Mr. Bildocker
- Ernest Truex – Mr. J.B. Baxter
- Franklin Pangborn – Don Hartman
- Harry Hayden – Mr. Waterbury
- Rod Cameron – Dick
- Adrian Morris – Tom
- Harry Rosenthal – Harry
- Georgia Caine – Mrs. MacDonald
- Ferike Boros – Mrs. Schwartz
- Torben Meyer – Mr. Schmidt
- Julius Tannen – Mr. Zimmerman
- Al Bridge – Mr. Hillbeiner
- Lucille Ward – Mrs. Casey
- Kay Stewart – sekreterare
- Victor Potel – möbelförsäljaren